# Vi vandrer
|  | Denne artikel er oprettet af botten Steenthbot ud fra en ekstern database. Den kan derfor have sproglige fejl eller mangler. Denne skabelon kan fjernes efter kontrol af indholdet. |

Vi vandrer er en dansk dokumentarfilm fra 1941 instrueret af Preben Frank.

## Handling
En film om glæderne ved vandrelivet i idylliske Nordsjælland. Vi begynder på Lyngby-Taarbæk Kommunes vandrehjem "Troldehøj", hvor dyrene er de første til at vågne, inden de logerende unge så småt begynder at komme ud af fjerene. Nogen må dog have lidt ekstra 'hjælp'. Derefter er der flaghejsning og sang, inden de unge tager på tur i området (Øresund, Dyrehaven). Næste stop er vandrehjemmet "Borrevejlevig" i Gevninge ved Roskilde Fjord. Aftensmad i haven, der bades i fjorden, lejrbål og solnedgang. Repræsentant for Dansk Vandrelaugs Københavns afdeling, Palle Aastrup, holder båltale.